# LSV (戦闘車両)
軽攻撃車両(Light Strike Vehicle、LSV)は砂漠哨戒車両(Desert Patrol Vehicle、DPV)を代替する、アメリカ軍の非装甲戦闘車両である。
かつてアメリカ軍はDPVをHMMWVへ代替したものの、特殊部隊グループでは小型で高機動性を持つLSVを採用した。LSVは機内輸送可能な軽量戦術車両(Internally Transportable Light Tactical Vehicles、IT-LTV)の一種である。この車両は電撃的な奇襲、偵察任務、特殊部隊支援、及び低強度ゲリラ紛争に対して用いられる。

## 設計

### 防護性能
LSVは全く装甲を有さず、小火器の銃撃から乗員を防護することができない。
運転手と兵員は前方に並んで座り、射撃手はエンジン前の、一段高くなった後部席に座る。射撃手の席は7.62 mm汎用機関銃を操作するために回転させることができる。

### 機動性
LSVはCH-47またはCH-53に搭載し空輸することができる。
より新しい発展型軽攻撃車両(Advanced Light Strike Vehicle、ALSV)は、より従来のDPVと似た外見を持ち、元のLSVとは異なっている。

### 武装
7.62 mm汎用機関銃(時としてM60E3が用いられる)はエンジン後部に後ろ向きに設置される。
BGM-71 TOW対戦車ミサイルを装備する場合は、3人目の座席とロールケージを交換する。
2つのAT4は運転手頭上のロールケージのバー両側に前方に向けて装備される。

## 使用国

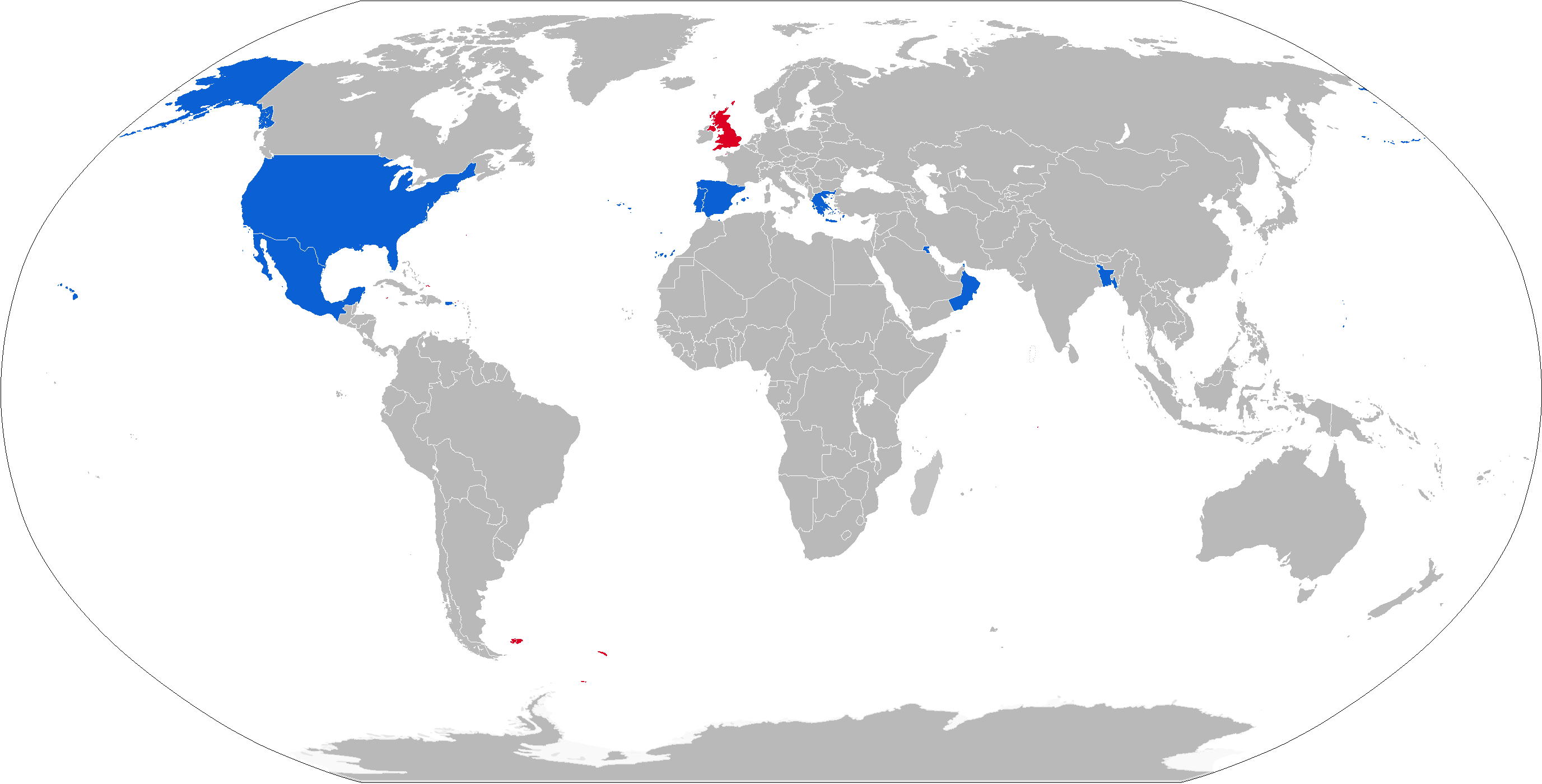
LSV使用国を示した地図。青は現在の使用国、赤は過去の使用国。

DPVとは異なり、LSVはアメリカ国外に輸出されており、軽攻撃車両として用いられている。現在の生産モデルは「発展型(Advanced)」を意味するAが付いたALSVである。
現在ではアメリカ海兵隊、アメリカ陸軍、アメリカ海軍、及びギリシャ軍、メキシコ軍、オマーン軍、ポルトガル軍、スペイン軍で用いられている。イギリス軍は1990年代半ばにLSVを退役させた。

### 現在の使用国
- アメリカ合衆国
- ギリシャ
- クウェート
- メキシコ
- オマーン
- ポルトガル
- スペイン
- バングラデシュ

### 過去の使用国
- イギリス